# Катаев, Нуржан Жолумбекович
Нуржан Жолумбекович Катаев (каз. Нұржан Жолымбекұлы Қатаев; род. 19 июня 1983, Шымкент) — казахстанский спортсмен, борец вольного стиля, чемпион Азии (2006).

## Биография
Родился в 1983 году в Шымкенте. В 2003 году завоевал бронзовую медаль чемпионата Азии и серебряную медаль кубка Азии. В 2005 году стал серебряным призёром чемпионата Азии, а на чемпионате мира занял 9-е место. В 2006 году стал чемпионом Азии, но на чемпионате мира был лишь 12-м. В 2007 году стал бронзовым призёром чемпионата Азии, и выиграл престижный международный турнир им. Дана Колова и Николы Петрова (Болгария), но на чемпионате мира оказался лишь 27-м. В 2010 году завоевал серебряную медаль чемпионата Азии, а на Азиатских играх занял 5-е место.
31 июля 2018 года назначен президентом ФК «Ордабасы»
В октябре 2021 г основал «Борцовский клуб Имени Нуржана Катаева».

## Спортивная карьера
- Неоднократный чемпион Республики Казахстан по вольной борьбе;
- 1999 г. Чемпионам Мира среди юношей по вольной борьбе. Республика Польша, г. Лодз;
- 2000 г. Чемпион Азии среди молодежи по вольной борьбе. Республика Индия, г. Нью-Дели;
- 2003 г. Серебряный призёр чемпионата Азии по вольной борьбе Китай, г. Ухань;
- 2003 г. Обладатель Кубка Азии по вольной борьбе среди взрослых Республика Казахстан, г. Алма-Ата;
- 2006 г. Чемпион Азии среди взрослых по вольной борьбе Республика Казахстан, г. Алма-Ата;
- 2007 г. Бронзовый призёр чемпионата Азии по вольной борьбе Республика Кыргызстан, Бишкек;
- 2010 г. Серебряный призёр чемпионата Азии по вольной борьбе Индия, Дели;
- Мастер спорта международного класса по вольной борьбе.

## Награды
- 10.11.2011 г. Медаль «Қазақстан Республикасының тәуілсіздігіне 10 жыл»;
- 09.11.2011 г. Мастер спорта Международного класса по вольной борьбе, удостоверение № 2222;
- 17.11.2014 г. Заслуженный тренер Республики Казахстан по вольной борьбе, удостоверения № 876;
- 12.12.2014 г. Почётный гражданин Толебийского района, Южно-Казахстанский области Республики Казахстан, удостоверение № 177.
- 08.08.2017 г. «За достойную работу в развитии физической культуры и спорта» знак № 583-к.
- Благодарственное письмо акима ЮКО Ж. К. Туймебаева.
- Обладатель международной спортивной премии «Золотой мангуст» 2017 года. Украина, Одесса.